# Amanda Levete

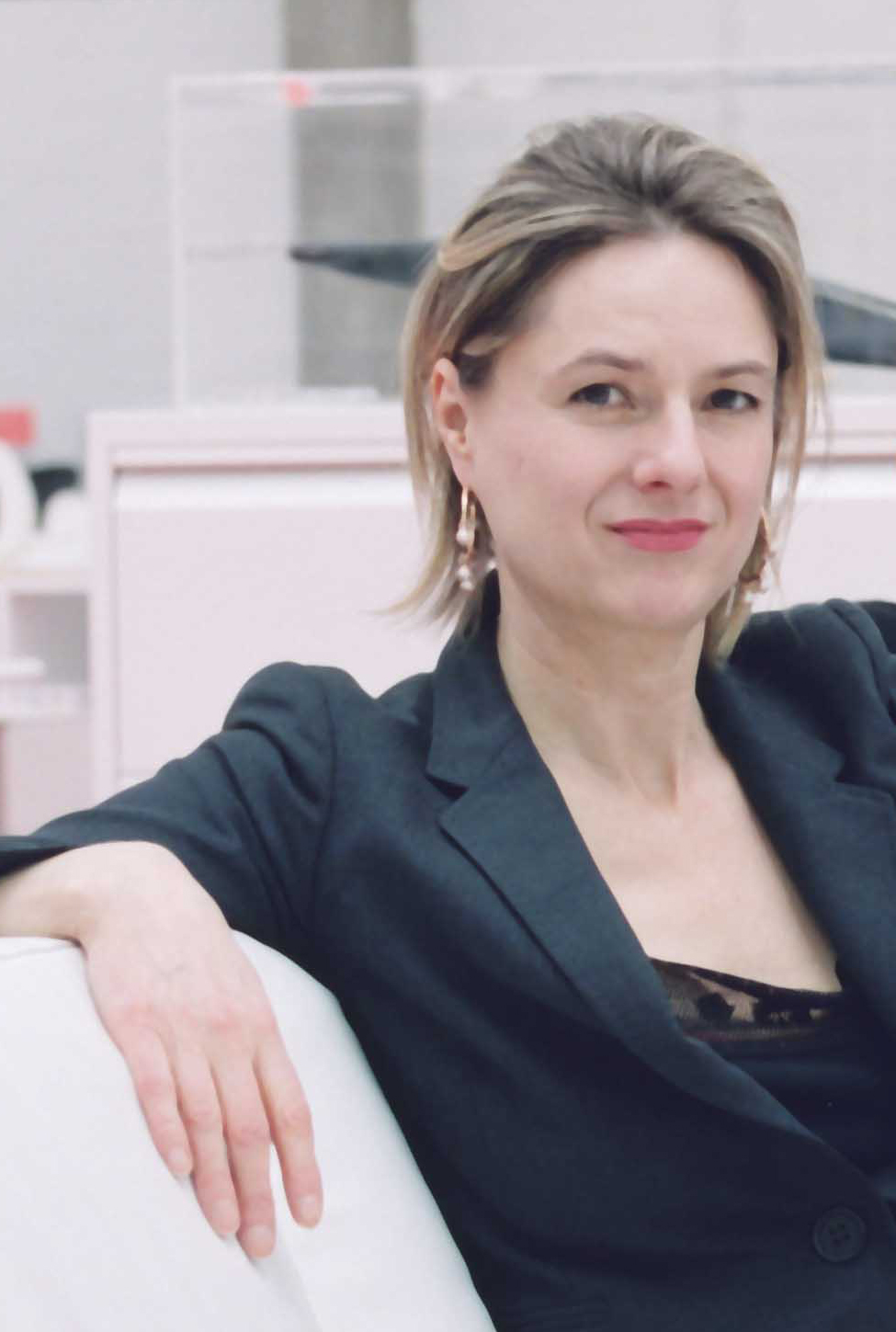
Amanda Levete

Amanda Jane Levete CBE (* 17. November 1955 in Bridgend, Wales) ist eine britische Architektin, die seit 2009 Inhaberin des Architekturbüros AL_A (Amanda Levete Architects) in London ist.

## Leben
Levete studierte an der Londoner Architectural Association School of Architecture und arbeitete nach ihrem Abschluss bei Architekturbüros wie Alsop & Lyall und YRM Associates. Ca. 1983–96 praktizierte sie mit Geoffrey Powis als Powis & Levete und arbeitete 1984–89 im Richard Rogers Partnership. 1989–2008 war sie Partnerin in dem von ihrem späteren Ehemann Jan Kaplický gegründeten Architekturbüro Future Systems. 2009 gründete sie ihre eigene Firma AL_A.
Levete war mit Kaplický von 1991 bis 2006 verheiratet und hat einen Sohn aus dieser Ehe. Sie ist heute (2011) mit dem Direktor des London Design Festival Ben Evans verheiratet.
Levete ist Lehrbeauftragte am Royal College of Art in London und war bis 2013 im Vorstand von Artangel. Ferner ist sie Treuhänderin der Denkfabrik Young Foundation. Regelmäßig ist Levete in Radio und Fernsehen zu hören und zu sehen. Ferner schreibt sie Artikel in der Zeitschrift Building.

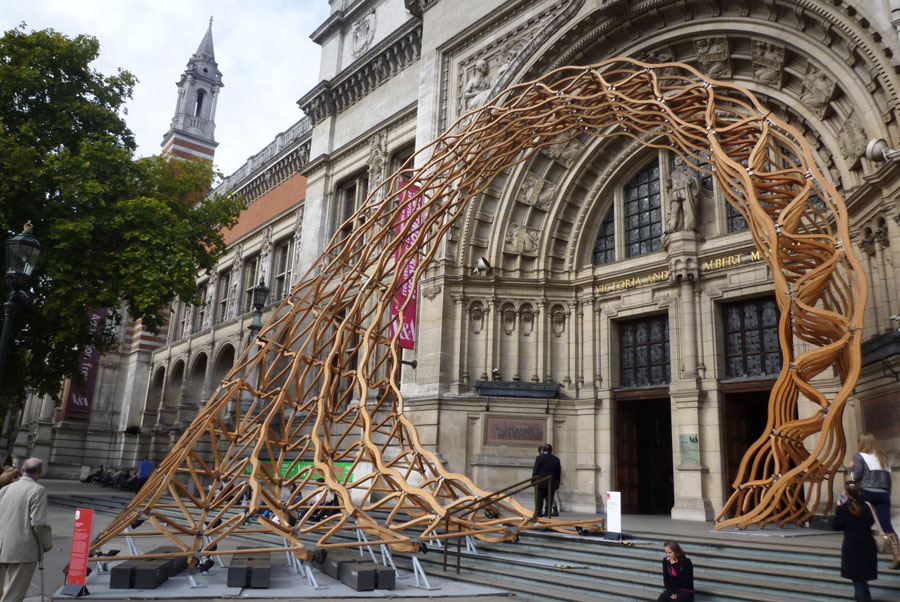
Timber Wave, London Design Festival 2011

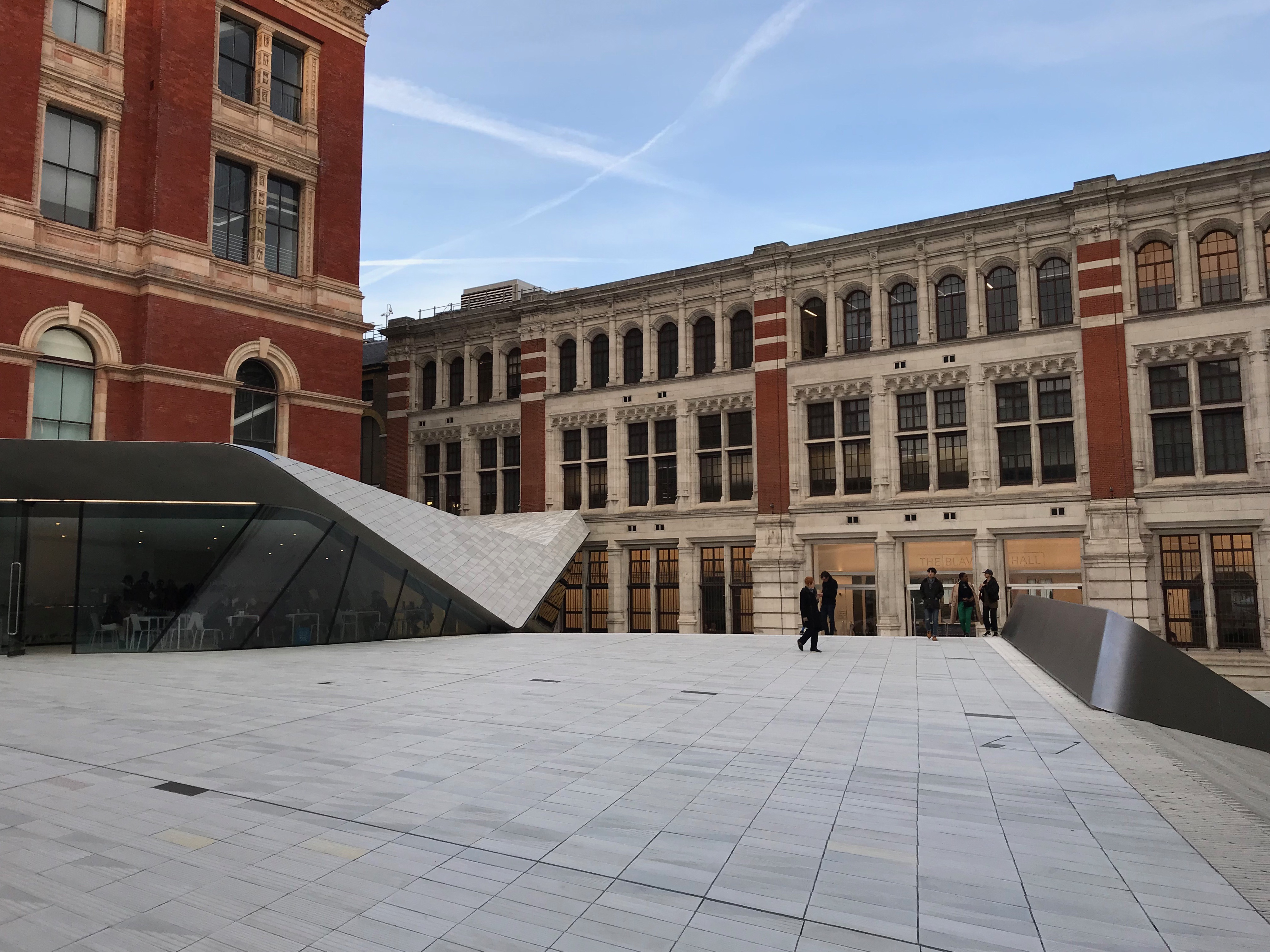
Exhibition Road Entrance des Victoria & Albert Museums, London 2017

## Projekte (Auswahl)
- 1994: mit Jan Kaplický: Hauer-King House Douglas Road, Canonbury, Islington, London.
- 1998: Triptychon für Comme des Garçons in Tokio, Japan.
- 1999: Medienzentrum des Lord’s Cricket Ground, London.
- 1999: Selfridges-Kaufhaus in Birmingham, England.
- 2003: Metropolitana di Napoli, Untergrundbahn von Neapel.
- 2004: Kopenhagen Apartment Tower, Dänemark.
- 2009: Spencer Dock Bridge, Dublin, Irland.
- 2008: Bangkok Central Embassy, Kaufhaus der thailändischen Warenhauskette Central Embassy in Bangkok, Thailand.
- 2009: Entwurf der Lampe Edge mit der von Philips entwickelten Organischen Leuchtdiode (OLED) der Designmarke Established & Sons
- 2009: 10 Hill Place, Hotelneubau in Edinburgh, Schottland
- 2010: Move: Choreographing You. Design für die Ausstellung in der Hayward Gallery, London.
- 2011: Timber Wave. Holzplastik vor dem Haupteingang des Victoria & Albert Museums.
- 2014: Wettbewerb Mumbai City Museum, Mumbai, Indien: ehrenvolle Erwähnung durch die Jury.
- 2017: Victoria & Albert Museum Exhibition Road, eine Erweiterung des Museums in London.[1][2]

## Preise und Auszeichnungen
- 1999: Stirling Prize des Royal Institute of British Architects für das Medienzentrum des Lord’s Cricket Ground, London.